# Gail M. Ashley
Gail Mowry Ashley (* 29. Januar 1941 in Leominster, Massachusetts) ist eine US-amerikanische Geologin (Quartärgeologie, Sedimentologie, archäologische Geologie).

## Leben
Gail Mowry wurde schon als Schülerin durch einen Nachbarn, der Geologieprofessor war, zur Geologie hingeführt und studierte Geologie an der University of Massachusetts Amherst mit dem Bachelor-Abschluss 1963. Danach heiratete sie Stuart Ashley und unterbrach ihre wissenschaftliche Karriere um ihre zwei Kinder großzuziehen. 1972 erwarb sie den Master-Abschluss an der University of Massachusetts und 1977 wurde sie an der University of British Columbia mit einer Dissertation über Sedimenttransport in einem rezenten Gezeitenfluss promoviert. Danach ging sie an die Rutgers University, wo sie Professorin wurde.
Sie erforschte glaziale Geomorphologie und marine Sedimentation in Alaska, Irland und der Antarktis (wo ihr noch 1970 ein Forschungsaufenthalt mit der Begründung verweigert wurde, dass keine Einrichtungen für Frauen vorgesehen wären) und rekonstruierte die Lebensbedingungen von frühen Hominiden in der klassischen Fundstelle der Olduvai-Schlucht. Sie erforscht auch allgemein Feuchtgebiete und Quellen als mögliche archäologische Stätten.
Von 1996 bis 2000 war sie Herausgeberin des Journal of Sedimentary Research und von 1989 bis 1995 Associate Editor des Geological Society of America Bulletin. 1998/99 war sie als Nachfolgerin von Victor R. Baker Präsidentin der Geological Society of America. Für 2023 wurde ihr die William H. Twenhofel Medal zugesprochen.
Sie ist mit dem Geochemiker Jeremy Delaney verheiratet.